# Ducado de Güeldres
El Ducado de Güeldres (en neerlandés: Gelre; en alemán: Geldern) es un condado histórico, después ducado del Sacro Imperio Romano Germánico, localizado en los Países Bajos.

## Geografía
El ducado recibió su nombre de la ciudad de Geldern (Gelder) en la actual Alemania. Aunque la presente provincia de Güeldres (Gelderland) en los Países Bajos ocupa la mayor parte de la región, el anterior ducado también comprendía partes de la actual provincia holandesa de Limburgo, así como aquellos territorios en el presente estado federado de Renania del Norte-Westfalia que fueron adquiridos por Prusia en 1713. 
Cuatro partes del ducado merecen alguna atención especial, porque tenían sus propios centros; estaban separados por ríos:
- el cuarto de Roermond, también denominado Overkwartier (Cuarto Superior) o Alto Güeldres, aguas arriba en ambas márgenes del Mosa, comprendiendo la ciudad de Geldern, así como Erkelenz, Goch (1473 pasa Ducado de Cléveris), Kevelaer, Montfort (Roerdalen), Niederkrüchten, Rheurdt, Straelen, Venlo, Viersen, Wachtendonk y Wegberg; territorialmente separados de los Cuartos Inferiores (Gelderland). Es la única parte del ducado que permaneció en poder español tras la Paz de Munster en 1648.
- el cuarto de Zutphen, también denominado Achterhoek, al este del río Isala y al norte del Rin, incluyendo Doesburg, Doetinchem, Groenlo y Lochem;
- el cuarto de Arnhem, también denominado Veluwe, al oeste del Isala y al norte del Rin, con Elburg, Harderwijk, Hattem y Wageningen;
- el cuarto de Nimega, también denominado Betuwe, al sur del Rin y al norte del Mosa (entre los dos ríos), incluyendo Gendt, Maasbommel, Tiel y Zaltbommel.

## Historia
El primer dato existente del condado corresponde a 1096, cuando Gerardo III de Wassenberg es mencionado como «conde de Güeldres». El condado estaba dentro de la jurisdicción del territorio conformado por Baja Lorena, la región de Geldern y Roermond, ya contaba entonces con la fortaleza en Montfort (construida en 1260). El hijo del Conde Gerardo, Gerardo II, adquirió en 1127 el Condado de Zutphen al norte de Hamaland gracias a su matrimonio. 
En los siglos XII y XIII, Güeldres se expandió rápidamente río abajo en ambas márgenes de los ríos Mosa, Rin e Isala e incluso reclamaron la sucesión del Ducado de Limburgo, hasta que perdió la batalla de Worringen en 1288 contra Berg y Brabante. 

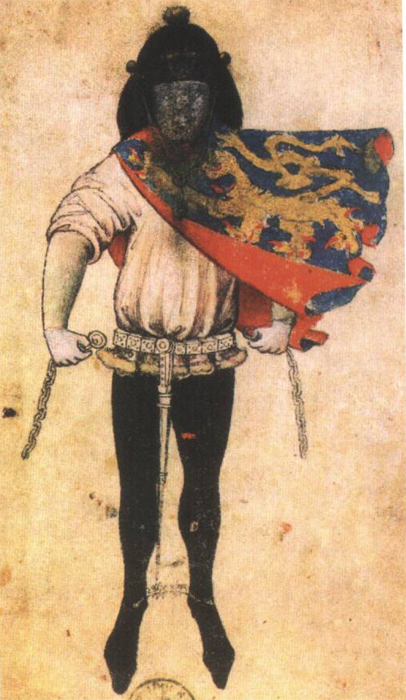
Oficial de armas de Güeldres llevando un tabardo con el escudo, ca. 1395

Güeldres estuvo a menudo en guerra con sus vecinos, no solo con Brabante, sino también con el Condado de Holanda y el Obispado de Utrecht. Sin embargo, su territorio creció no solo por su éxito en la guerra, sino porque también prosperó en tiempos de paz. 
En cuanto a su expansión en tiempos de paz, se tiene que la mayor parte de la región de Veluwe y la ciudad de Nimega fueron cedidas a Güeldres como garantía a causa de problemas de liquidez de sus gobernantes. Y en distintas ocasiones, como la devolución de préstamos del tesoro de Güeldres, el obispo de Utrecht concedió la tasación y administración de Veluwe, y Guillermo II —conde a la vez de Holanda y Zelanda, y que fue elegido antirrey del Sacro Imperio Romano Germánico (1248-1256)— de modo similar concedieron los mismos derechos sobre Nimega; como ninguno de los gobernantes pudo pagar sus deudas, estas tierras se convirtieron en parte integral de Güeldres. 
En 1339 el conde Reginaldo II de Güeldres (también llamado Reinaldo), de la Casa de Wassenberg, fue elevado al rango de duque por el emperador Luis IV de Wittelsbach. Después de que la línea de Wassenberg se extinguiera en 1371 tras la muerte de los hijos sin descendencia de Reginaldo II, Eduardo II (el 24 de agosto, por las heridas sufridas en la batalla de Baesweiler) y Reginaldo III (el 4 de diciembre) la consiguiente guerra de sucesión de Güeldres vio emerger victorioso a Guillermo I de Jülich. Guillermo fue confirmado en la herencia de Güeldres en 1379, y desde 1393 en adelante sostuvo ambos ducados en unión personal (Güeldres como Guillermo I, y en Jülich como Guillermo III). 
En 1423 Güeldres pasó a la Casa de Egmond, que ganó el reconocimiento de su título del emperador Segismundo de Luxemburgo, pero no pudo escapar de las luchas políticas y conflictos fratricidas que habían plagado la precedente Casa de Jülich-Hengebach, y más especialmente, la presión ejercida por los gobernantes expansionistas del Ducado de Borgoña. 
El primer duque de Egmond, Arnaldo, sufrió la rebelión de su hijo Adolfo y fue encarcelado por este último en 1465. Adolfo, que había disfrutado del apoyo del duque borgoñés Felipe III ("el Bueno") y de las cuatro principales ciudades de Güeldres durante su rebelión, no estaba dispuesto a alcanzar un acuerdo con su padre cuando esto lo exigió el sucesor de Felipe, el duque Carlos el Temerario. 
El Duque Carlos capturó y encarceló al duque Adolfo en 1471 y reinstaló a Arnoldo en el trono del Ducado de Güeldres. Carlos compró entonces la reversión (es decir, el derecho a la sucesión en el trono) al duque Arnaldo, quien, en contra del deseo de las ciudades y de la ley del territorio, prometió su ducado a Carlos por trescientos mil florines renanos. La oferta fue completada en 1472-73, y a la muerte de Arnaldo en 1473, el duque Carlos añadió Güeldres a la porción de los "Países Bajos" de su Ducado de Borgoña de los Valois. 
Tras la derrota y muerte de Carlos en la batalla de Nancy en enero de 1477, el duque Adolfo fue liberado de la prisión por los flamencos, pero murió el mismo año a la cabeza de un ejército flamenco en el asedio de Tournai, después de que los Estados de Güeldres le hubieran reconocido una vez más como duque. Subsiguientemente, Güeldres fue gobernado por el emperador Habsburgo del Sacro Imperio Romano Germánico Maximiliano I, marido de la hija y heredera de Carlos el Temerario, María.

El ducado, entre otras regiones de los Países Bajos Austríacos, en 1789.

El último duque de Güeldres independiente fue el hijo de Adolfo, Carlos de Egmond (1467-1538, 1492-1538), que fue educado en la corte borgoñesa de Carlos el Calvo y luchó para la Casa de Habsburgo en batallas contra los ejércitos de Carlos VIII de Francia, hasta ser hecho prisionero en la batalla de Béthune (1487) durante la guerra del Bien Público (también conocida como «guerra loca»). 
En 1492, los ciudadanos de Güeldres, que se habían desencantado con el gobierno de Maximiliano, redimieron a Carlos y lo reconocieron como su duque. Carlos, ahora respaldado por Francia, luchó contra el nieto de Maximiliano, Carlos V de Alemania y I de España (que se convirtió en emperador del Sacro Imperio Romano Germánico como Carlos V en 1519) en las guerras de Güeldres y expandió su reino más al norte, para incorporar lo que ahora es la provincia de Overijssel. No fue un simple militar, sino también un hábil diplomático, y pudo, por tanto, mantener su independencia. Legó el ducado al duque Guillermo el Rico (también conocido como Guillermo de Cléveris). 
Siguiendo la huella de Carlos de Egmond, el duque Guillermo formó una alianza con Francia, una alianza dudosa cementada mediante su matrimonio político con la sobrina del rey francés Francisco I, Juana de Albret (quien al parecer tuvo que ser azotada y sometida al matrimonio, y después llevada a pulso al altar por el condestable de Francia Anne de Montmorency).
Esta alianza envalentonó a Guillermo para desafiar la reclamación del emperador Carlos V sobre Güeldres, pero los franceses, involucrados en múltiples frentes porque estaban inmersos en la larga lucha contra el "cerco" de los Habsburgo a Francia, probaron ser menos fiables de lo que las ambiciones del duque requerían, y fue incapaz de conservar el ducado; por los términos del Tratado de Venlo, el duque Guillermo concedió en 1543 el Ducado de Güeldres al emperador. Carlos V unificó Güeldres con la Diecisiete Provincias de los Países Bajos de los Habsburgo, y Güeldres perdió finalmente su independencia.
Carlos V abdicó en 1556 y decretó que los territorios del Círculo de Borgoña debían ser conservados por la Corona de España. Cuando el norte de los Países Bajos se sublevó contra el rey Felipe II de España en la Revuelta de los Países Bajos, los tres cuartos del norte de Güeldres (Gelderland) se unieron a la Unión de Utrecht y se convirtieron en parte de las Provincias Unidas en el acta de abjuración de 1581, mientras que el Alto Cuarto permaneció como parte de los Países Bajos españoles.
En el Tratado de Utrecht, al fin de la guerra de Sucesión Española en 1713, el Alto Güeldres español fue dividido otra vez entre el Güelders prusiano (Geldern, Viersen, Horst, Venray), las Provincias Unidas (Venlo, Montfort, Echt), Austria (Roermond, Niederkrüchten, Weert) y el Ducado de Jülich (Erkelenz y Kerpen exclave del Ducado de Brabante). En 1795 Güeldres fue conquistado finalmente e incorporado a la Primera República Francesa, y dividido entre los departamentos de Roer y Meuse-Inférieure.

## Escudo de armas de Güeldres
El escudo de armas de la región evolucionó durante los siglos.

Antes de 1236
Desde 1236
Desde 1276
Jülich-Güeldres después de 1393